# Tevo Díaz
Álvaro Díaz (Santiago, 18 de julio de 1972), más conocido como Tevo Díaz, es un productor y director chileno, nominado al premio Óscar por producir el cortometraje animado Bestia.

## Biografía
Desde joven, mostró una pasión por el cine y pasaba tiempo inventando historias mientras recorría en bicicleta el sector de los Ponientes en Viña del Mar. Estudió ingeniería en la Pontificia Universidad Católica de Valparaíso durante un semestre, pero luego decidió cambiar a la carrera de comunicación audiovisual en el Instituto Profesional ARCOS. Su interés se centró principalmente en temas históricos y políticos, especialmente en el género documental.
A lo largo de su carrera, Tevo Díaz ha trabajado en iluminación y operación de cámara, colaborando con reconocidos artistas y directores tanto en Chile como en el extranjero.
En 1998, después de trabajar en Santiago, tuvo la oportunidad de unirse a un equipo de filmación latino en Miami Beach, lo que marcó el inicio de su carrera en iluminación y cámara. Durante esta etapa, participó en la realización de videos musicales para destacados artistas latinos como Juan Luis Guerra, Ricky Martin, Luis Fonsi, Chayanne, Alejandra Guzmán, Julio e Enrique Iglesias, entre otros. También trabajó en largometrajes, como "Smoking Stoogies", dirigido por el fotógrafo cubano Ramón F. Suárez.
En 2000, Tevo Díaz completó su propio documental titulado "Señales de ruta", con la ayuda de la empresa estadounidense Active Image Group. La película se estrenó en un festival de cine independiente en Nueva York, donde recibió el premio al "Mejor Documental Extranjero". A partir de entonces, decidió establecerse en Brooklyn, Nueva York, donde trabajó con reconocidos actores y directores como Michel Gondry, Sydney Pollack, Danny Boyle, Jack Black, Danny Glover, Mia Farrow, Mos Def, Jeanne Tripplehorn, Whoopi Goldberg, Alec Baldwin, Tina Fey, Glenn Close, entre otros.
En 2010, Tevo Díaz regresó a Chile y fundó Trébol3 Producciones en Viña del Mar junto a su amigo Juan Pablo Echeverría. Con Trébol3, su objetivo era realizar producciones propias, poniendo en práctica todo lo aprendido en Estados Unidos. En 2012, dirigió el largometraje documental "Pena de muerte", que recibió varios premios en diferentes festivales, incluido el Festival Internacional de Cine de Viña del Mar. También ha producido y dirigido series de televisión, como "Naufragios" en 2015 y "Confines Carcelarios" en 2021. Además, fue profesor en la Escuela de Cine de la Universidad de Valparaíso entre 2011 y 2018.
En los últimos años, Tevo Díaz se ha centrado en la producción ejecutiva en el cine de animación, destacando su trabajo en el aclamado cortometraje "Bestia" (2021), dirigido por Hugo Covarrubias del Estudio Maleza. Su principal motivación es desarrollar proyectos creativos con contenido relevante que aporte significativamente a la cultura. 
El año 2022, fue nominado a los premio Oscars como productor en la categoría de cortometraje animado.

## Filmografía
- Delenda est Cartago (1998) - Director
- Señales de ruta (2000) - Director y operador de cámara
- Pena de muerte (2012) - Director y cinematógrafo
- La pasíon de Michelangelo (2012) - Director de fotografía
- Naufragios (2015) - Director y cinematógrafo
- Bestia (2021) - Productor
- Confines Carcelarios (2021) - Director

## Distinciones
- New York International Independent Film and Video Festival - Mejor Documental Extranjero (2000)[5]
- Festival Internacional de Cine de Viña del Mar - Premio Mejor Vídeo Nacional (2000)[5]
- Festival Internacional de Cine de Valdivia - Premio Vudú al Mejor Montaje Cinematográfico (2000)[5]
- Festival Internacional de Cine de Viña del Mar - Premio Gran Paoa al Mejor Largometraje (2012)[5]
- Festival Internacional de Cine de Viña del Mar - Premio Especial del Jurado (2012)[5]
- Festival Internacional de Documentales de Santiago - Mejor Composición Musical (2013)[5]

## Nominaciones
- Premio Óscar al Mejor Cortometraje Animado - Bestia (2021)